# Curepto
Curepto es una comuna y ciudad ubicada en Chile. Se encuentra a unos 300 kilómetros al suroeste de Santiago, en la provincia de Talca, región del Maule, en la zona central de Chile. Se caracteriza por su arquitectura típicamente colonial, su agricultura de secano y además por mantener vigentes las tradiciones de la zona.
Integra junto con las comunas la provincia de Talca y la provincia de Curicó el distrito electoral N.º 17 (diputados), y pertenece a la 9.ª circunscripción senatorial.

## Toponimia
El nombre Curepto se registra desde el siglo XVII en los archivos de la parroquia homónima, donde aparece con las grafías Curepto, Curecto y Cureuto. Este nombre viene con seguridad del mapudungun, existiendo diversas hipótesis sobre su significado. La primera es que viene de "Kureftün" o "kürüftün" "correr viento" o "tomar el aire", literalmente "tocar el aire", y pareciera ser la más acertada por la presencia de una consonante obstruyente sorda al final de la segunda sílaba (f, p, c). Otras hipótesis sugieren que viene de "kürüftuku", que significa "viento fuerte", "kurütuwe", de "kurü", "negro" y "tuwe", "lugar", es decir, "lugar negro", vocablo también interpretado como "tierra negra", de "kurütun" literalmente "teñir negro" o de "Kuretün", "coito", literalmente "acto sexual con la esposa"-.

## Historia
Estas tierras tienen vestigios de ocupación de más de 3700 años; el poderío mapuche y promaucae se mantuvo hasta 1470, año en que estas tierras caen bajo dominio del Imperio Incaico, hasta 1536 cuando las toma en posesión el Imperio Español.

### Fundación
El poblado como tal se forma paulatinamente por la agrupación de vecinos en la Hacienda de Curepto, dada como merced de tierras en 1604 a Francisco Sánchez de Obregón por el gobernador Alonso García de Ramón, perteneciendo territorial y administrativamente desde 1742 hasta 1786 al Corregimiento de Maule, y desde 1786 a 1833 al Partido de Maule, -para el año 1786, logra reconocimiento de las autoridades españolas como entidad administrativa de la región-, y desde 1833 a la Provincia de Talca, la cual hasta la fecha ha recibido varias reformas territoriales.

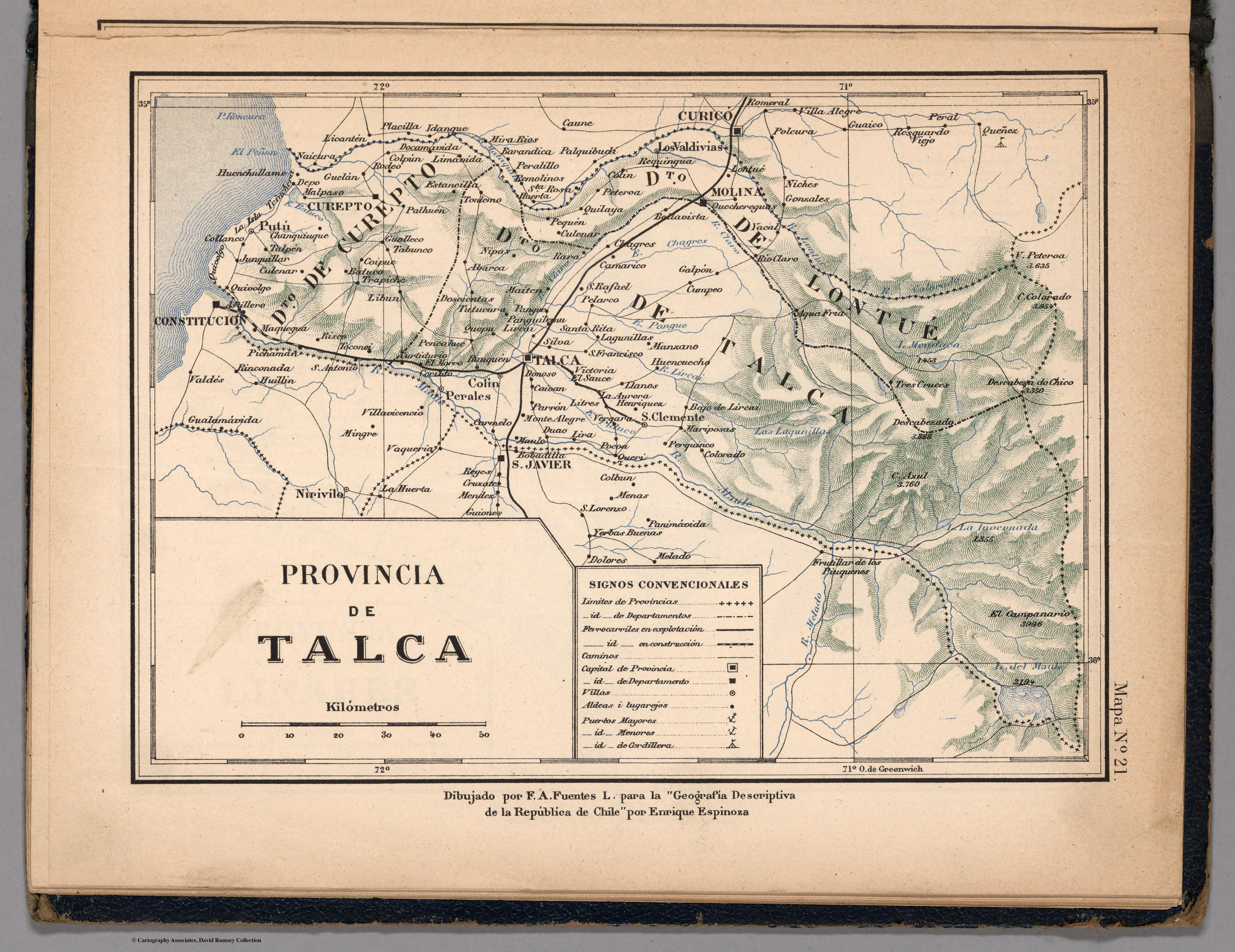
Provincia de Talca en 1897, publicado en 1903

El "Departamento de Curepto", es creado el 17 de noviembre de 1790, tras abolirse las encomiendas el 9 de febrero de 1789, por parte de Ambrosio O'Higgins, en donde se definen sus límites, dependencia administrativa y judicial, por el norte el Río Mataquito, al sur el Río Maule. al oeste la costa, y al este una línea que recorría entre ambos Ríos desde la localidad de Huaquén hasta Curtiduría, territorios actualmente ocupados por la comuna de Curepto, y parcialmente por la comuna de Constitución y Pencahue. En 1833, Curepto es reconocido como subdelegación del Departamento de Talca y para 1882 se crea el Departamento de Curepto con el respectivo establecimiento de límites urbanos y autonomía administrativa.
El 24 de diciembre de 1891, se publicó la Ley de Comuna Autónoma que, junto con el Decreto de Creación de Municipalidades, dieron lugar a la actual división administrativa de la "Municipalidad de Curepto", a la vez el Departamento de Curepto en dicha fecha recibió una reforma territorial, la cual modificó los límites norte y sur, el primero ampliándolo hasta las Salinas de Boyeruca, (límite actual de la Región del Maule) y el segundo retrayéndolo al sector de Capellanía, cercano a la localidad de Putú. 
El 30 de diciembre de 1927 con el DFL 8582, se dividió la provincia de Curicó y una parte pasa a integrar la nueva Provincia de Talca. Además, se suprime el Departamento de Curepto y se crea el Departamento de Mataquito. De acuerdo al DFL 8582, se establece: 
"Artículo 1.o Divídese el país en las siguientes provincias, departamentos y territorios: (...) 
- PROVINCIA DE TALCA.- Capital Talca.- Departamentos: Curicó, Lontué, Talca y Mataquito, capital Curepto;"

"Art. 2.o Los departamentos tendrán por límites los fijados por el decreto-ley número 354, de 17 de marzo de 1925, y sus actuales cabeceras, con las modificaciones siguientes, además de las arriba indicadas:"
- El departamento de Mataquito, estará formado por las antiguas subdelegaciones 1.a Vichuquén, 2.a Llico, 3.a Iloca, 5.a Alcántara, 6.a Licantén y 7.a La Huerta, del antiguo departamento de Vichuquén, y por las antiguas subdelegaciones 1.a Curepto, 2.a Hornillos, 3.a Limávida, 4.a Tonlemo y 5.a Gualleco, del antiguo departamento de Curepto. La cabecera del departamento de Mataquito será la villa de Curepto;
- El departamento de Talca estará formado por el territorio del actual departamento de este nombre;

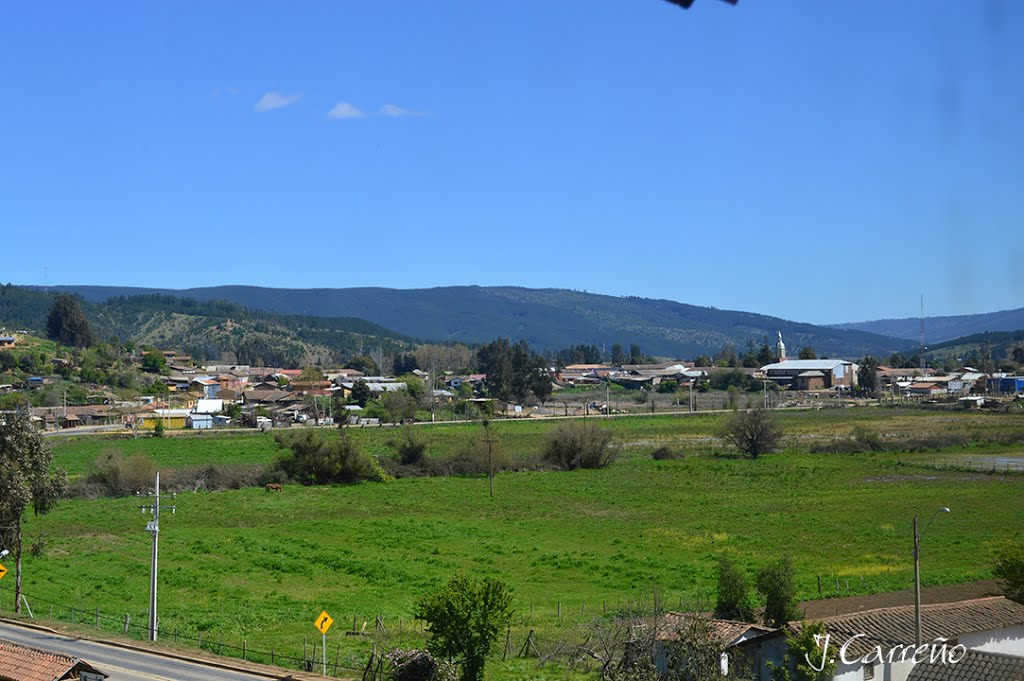
Vista de Curepto desde la entrada proveniente de Talca

De acuerdo al mismo artículo una parte del antiguo Departamento de Curepto integra el Departamento de Constitución de la Provincia de Maule:
* El departamento de Constitución estará formado por el territorio del actual departamento de este nombre y por las antiguas subdelegaciones 7.a Toconey, 8.a Quivolgo, 9.a Putú y 10 Chanquiuque, del antiguo departamento de Curepto.
Luego, en 1936, se restituyó la Provincia de Curicó, y el Departamento de Mataquito pasa nuevamente a llamarse Departamento de Curepto.
Mediante decreto Ley 575 del 10 de julio de 1974, se suprimió en Chile el Departamento como división político-administrativa intermedia entre la provincia y la comuna. Curepto pasa a ser entonces una comuna de la Provincia de Talca sin otra categoría administrativa.

#### Hundimiento del "Nuestra Señora del Buen Consejo y San Leopoldo", alias "El Oriflama"

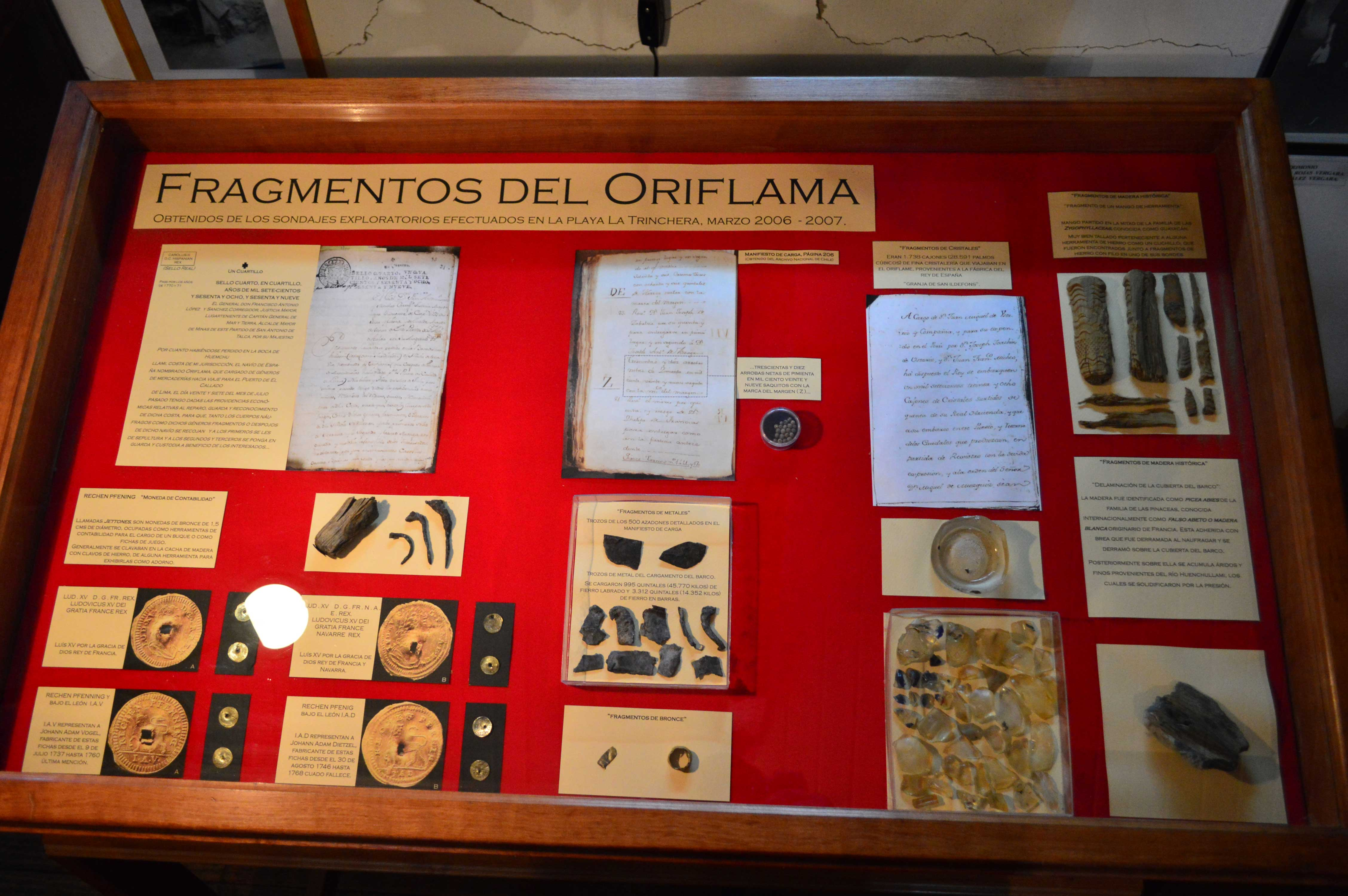
Vista general de la Vitrina que guarda los objetos hallados en el sondaje que se hizo en el pecio de El Oriflama, esta vitrina y objetos se encuentran en la Sala Museo Oriflama

El 27 de julio de 1770, se hunde en las costas de la comuna el navío de línea español "Nuestra Señora del Buen Consejo y San Leopoldo" más conocido como "El Oriflama", uno de los diez hundimientos más buscados en su época, específicamente en la playa La Trinchera; construido en Francia, en el puerto de Toulon, capturado por los ingleses y finalmente vendido a España en tiempos de Carlos III, quienes convirtieron el navío en mercante, ampliando su capacidad de carga al clausurar la primera batería de cañones. Habiendo zarpado desde el puerto de Cádiz con destino el puerto del Callao en el Virreinato del Perú, cargado con Cristales, porcelanas y bisutería, ha crecido al rumor infundado que transportaba piezas de plata y cuños de oro, antecedentes que no tienen fundamento ni en los registros existentes, ni en la estructura de los modelos de comercio de la época. El cargamento de importancia es la fina cristalería fabricada por la Granja de San Ildefonso, algunos pocos muebles de lujo y vestuario de variado tipo, además transportaba casi 2 toneladas de pimienta y una gran cantidad de hierro forjado, ya que en esa época no estaban del todo autorizadas las manufacturas de herramientas en las colonias. Su evidente importancia y valor histórico radica en esta carga de enceres y la posible preservación de parte de esta junto con la del navío en si, enterrado bajo 9 metros de arena y actualmente bajo 2 metros de agua después del terremoto de 2010. El mito ha crecido con los años, en gran parte por la falta de rigurosidad periodística y por los "rumores de salón" que van creciendo de boca en boca.

## Medio ambiente

### Geomorfología y componentes abióticos

Trazado simplificado de los ecosistemas y cuerpos de agua presentes en la comuna de Curepto.

La comuna de Curepto se encuentra emplazada en las unidades geomorfológicas de Llanos de sedimentación fluvial o aluvional, Planicie marina o fluviomarina, Cordillera de la costa y Llano central fluvio-glacio-volcánico; y presenta según la clasificación climática de Köppen clima mediterráneo de lluvia invernal (Csb). Esta además se halla entre las cuencas hidrográficas de Costeras del río Mataquito y río Maule. Además, la comuna posee diversos cuerpos de agua, entre los que se destacan la laguna Llaca-Llaca.

### Componentes bióticos
Dentro del territorio de la comuna se pueden hallar los siguientes ecosistemas:
- Bosque caducifolio mediterráneo costero donde predominan Nothofagus glauca y Persea lingue (En peligro crítico)
- Bosque esclerófilo mediterráneo costero donde predominan Lithrea caustica y Azara integrifolia (En peligro crítico)
- Bosque esclerófilo mediterráneo interior donde predominan Lithrea caustica y Peumus boldus (En peligro)
- Bosque espinoso mediterráneo interior donde predominan Acacia caven y Lithrea caustica (En peligro)

### Flora y fauna

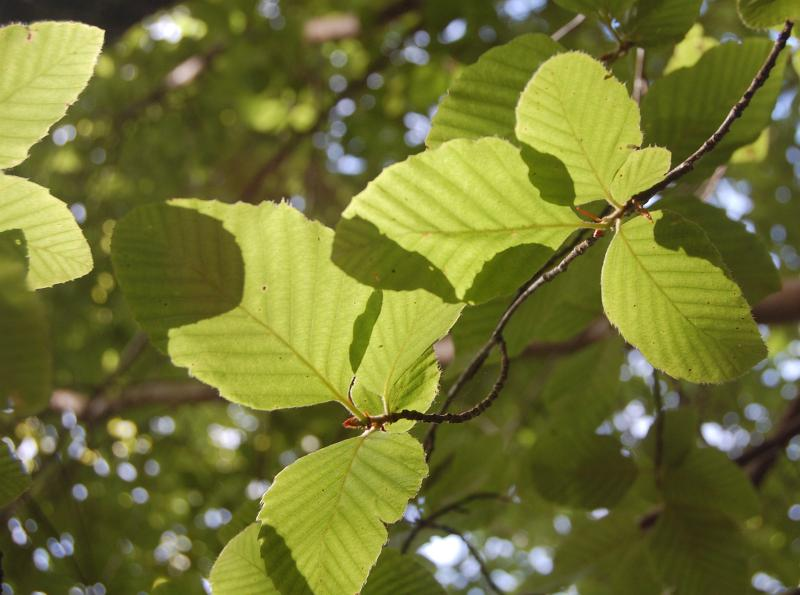
Follaje del Ruil

El Ruil (Nothofagus alessandrii), es una de las especies más preciadas y protegidas dentro de los árboles y plantas endémicas de Chile, por su delicado estado de conservación debido a la destrucción de sus bosques y su hábitat en favor de la plantación de monocultivo de pino (Pinus radiata). Parte de su acotada zona de crecimiento esta apostada en territorio de la comuna de Curepto.
También se destaca la existencia de humedales costeros, enmarcándose entre los estuarios del Río Mataquito y el Río Huenchullamí, así como también humedales interiores en las localidades de Huelón, Los Olivos y Las Garzas, importantes nichos de biodiversidad y avifauna, concentrando en las épocas reproductivas gran cantidad de aves migratorias, posicionándose a nivel nacional como uno de los lugares más importantes en la reproducción de dichas especies, tales como Pilpilén, Chorlo Chileno,  Pitotoy Grande, Pitotoy Chico, Cisne de cuello negro, Cisne Coscoroba, entre otras más de 200 especies

### Medidas de protección ambiental y conflictos socioambientales
Hasta 2024, la comuna de Curepto cuenta con las siguientes zonas que cuentan con algún nivel de protección ambiental:

#### Reconocimientos Locales
- Ordenanza Municipal de protección de humedales y cursos de agua (Ordenanza Municipal N°15)[18]

#### Reconocimientos nacionales
- Zona de Exclusión de caza entre Ríos Maule y Mataquito (Decreto 169 exento)[19]

- Área Marina Huenchullami - Mataquito (Sitios ERB)[20]
- Bosques de Ruil y Hualo de Curepto (Sitios Ley 19.300)[21]
- Complejo de Humedales de Putu - Huenchullami (Sitios ERB)[22]
- Desembocadura Río Mataquito (Sitios ERB)[23]
- Huaquén (Sitios ERB)[24]

#### Reconocimientos Internacionales
- Desembocaduras, Costa y humedales entre Rios Mataquito y Huenchullami (Sitios RHRAP)[25]
- Costa Mataquito - Huenchullamí Área Clave para la Biodiversidad (KBA)[25]
- Sitio clave en la Estrategia de Conservación de las Aves Playeras de la Ruta del Pacífico de las Américas[25]
- Área Importante para las Aves y la Biodiversidad (IBA)[25]

## Demografía
La comuna de Curepto abarca una superficie de 1 073,81 km² y una población de 9 448 habitantes (censo INE año 2017), correspondientes a un 1,08% de la población total de la región y una densidad de 8.80 hab/km². Del total de la población, 4 596 son mujeres (48,6%) y 4 852 son hombres (51,4%). Un 64% (7 655 háb.) corresponde a población rural, y un 36% (3 389 háb.) corresponde a población urbana. El pueblo mismo de Curepto tiene 3 389 habitantes, según el censo de 2017.

## Administración
La Municipalidad de Curepto para su periodo comprendido entre los años 2024-2028, está conformado por el alcalde Fernando Alcántara Barrios (IND-UDI) (3.657 votos - 42.79%), mientras que el consejo de seis personas está compuesto por:
- Armando González Aguilar (RN) (1.014 votos - 12.40%)

- René Alejandro Concha González (PPD) (925 votos - 11.31%)
- Vania Arlette Cáceres Martínez (D) (737 votos - 9.01%)
- Orlando Antonio Iceta Herrera (IND-PPD) (641 votos - 7.84%)
- Makarena Morales Albornoz (IND-UDI) (624 votos - 7.63%)
- Álvaro Leiva González (IND-RN) (622 votos - 7.60%)

## Economía
La economía de Curepto se basa principalmente en la actividad silvoagropecuaria, siendo una comuna principalmente forestal donde destacan las plantaciones de pino insigne y eucalipto, cuyo uso apunta principalmente a la industria de la madera y celulosa. La agricultura se basa en cultivos tradicionales de secano de la zona costera central de Chile, como trigo y leguminosas (lentejas, garbanzos, chícharos) aunque en los últimos años se ha incentivado el desarrollo de los "berries", como la mora híbrida, frutilla, arándano azul y la apetecida frutilla blanca la cual es endémica. En la década de los 90 el gran negocio fue la extracción de la Macha desde la playa La Trinchera, pero fue sobreexplotada de tal manera y sin control, que en dicho lugar hoy es un recurso escaso.
En 2018, la cantidad de empresas registradas en Curepto fue de 119. El Índice de Complejidad Económica (ECI) en el mismo año fue de -0,59, mientras que las actividades económicas con mayor índice de Ventaja Comparativa Revelada (RCA) fueron Servicios de Carrozas Fúnebres y Transporte de Cadáveres (4152,61), Arbitrajes, Síndicos, Peritos y Otros (264,89) y Centros de Madres, Unidades Vecinales y Comunales (149,41).
La actividad ganadera se basa principalmente en la crianza de ganado ovino. También se encuentra comercio minorista y mayorista. En menor medida se ubica la pequeña minería, con algunos yacimientos de cuarzo y cal.

### Turismo

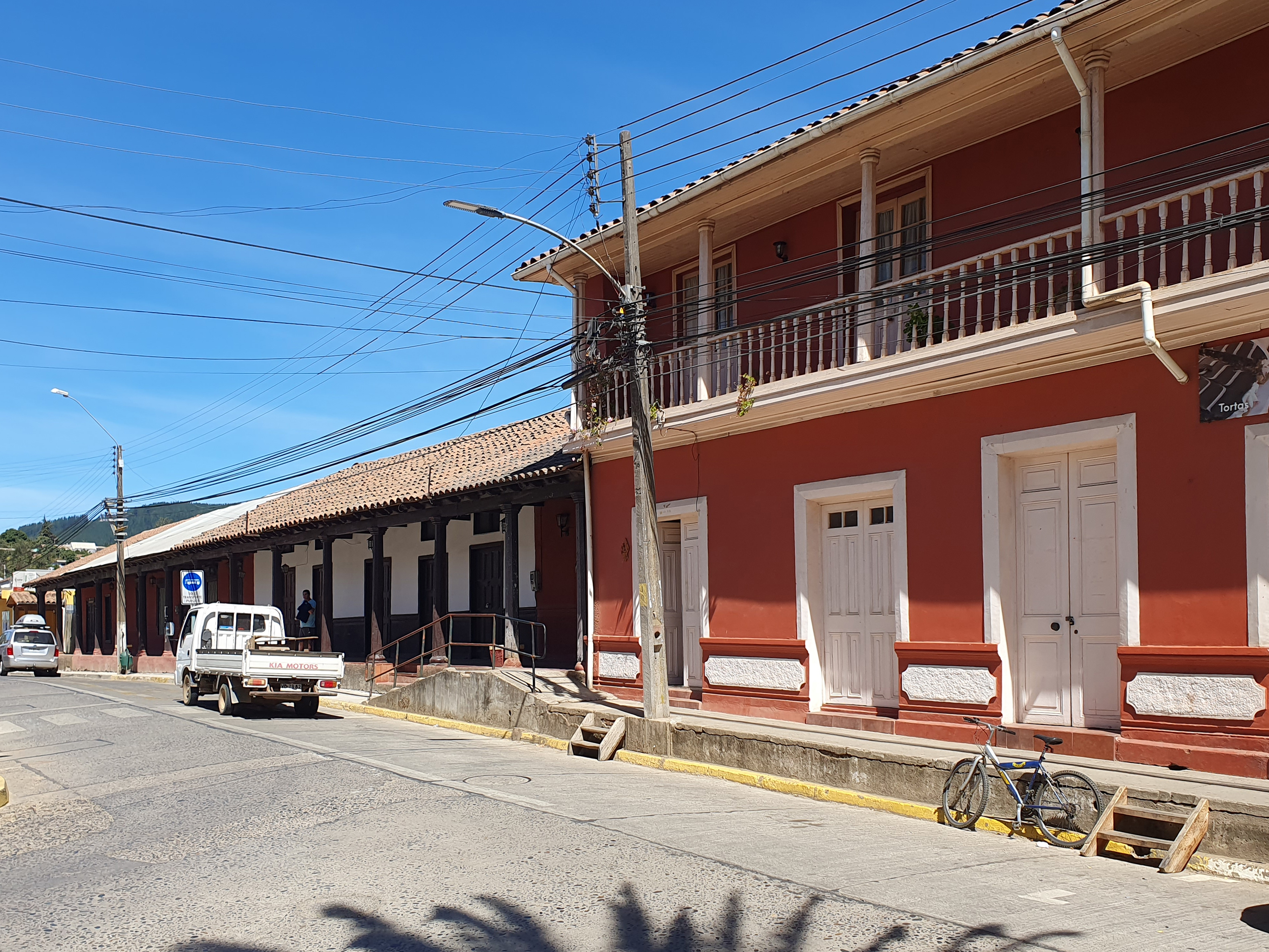
Casas en el centro de la ciudad.

En la actualidad la comuna orienta sus esfuerzos, entre otros, a convertirse en un referente turístico de la zona, mostrando todas sus potencialidades arquitectónicas, sus tradiciones y la cordialidad de su gente. Entre sus hitos de interés turístico se hallan:
- Zona típica (Plaza de Armas, Templo y Casa Parroquial).
- Museo Histórico y Religioso de Curepto.
- Gualleco (pueblo colonial y baños medicinales).
- Huaquén (pueblo más cercano en distancia a la vecina comuna de Sagrada Familia en la provincia de Curicó, solo cuenta con locomoción hacia Sagrada Familia por lo que es necesario llegar a esa ciudad o a Curicó para viajar al sector, aunque hay recorridos esporádicos que salen desde Talca hacia Villa Prat, de la comuna de Sagrada Familia y desde ahí a Huaquén).
- Sector de Huenchullami y La Trinchera, parte de la cuna que sostiene la historia de Chile, con mucho valor histórico y cultural.

## Cultura

### Fiestas tradicionales

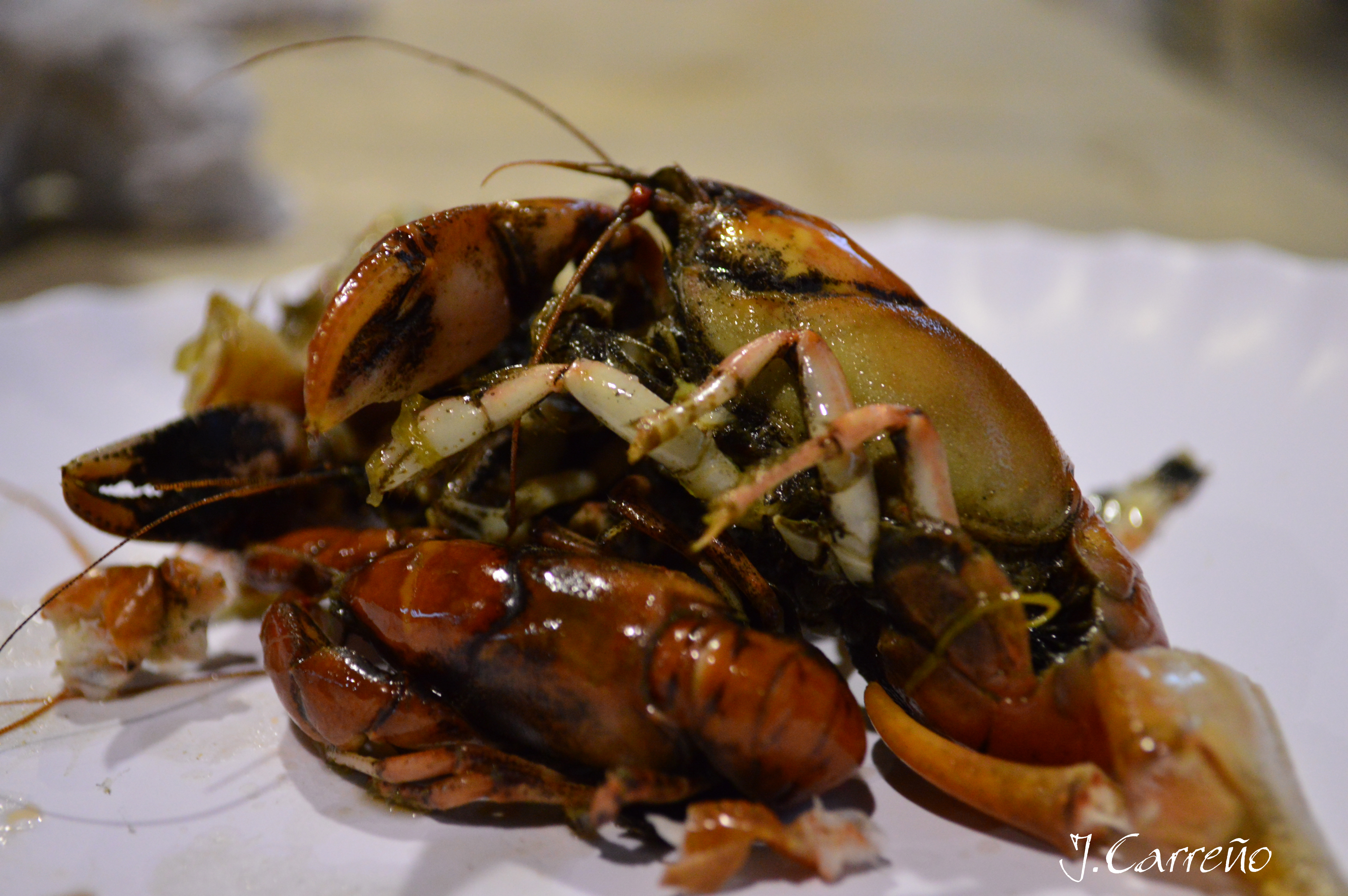
Camarones cocidos (parastacus pugnax) en Curepto, Maule, Chile

Este pueblo de tradiciones, tiene muchos atractivos históricos donde en cada uno de sus rincones huelen a tranquilidad, a continuación se detallan los principales lugares en Curepto:
- Fiesta del Camarón o Parastacus Pugnax (camarón de tierra) (julio).
- Festival La Camelia de Curepto (febrero).
- Fiestas Patrias y el tradicional esquinazo con reparto de chicha en la Plaza de Armas de Curepto (septiembre).

### Patrimonio arquitectónico

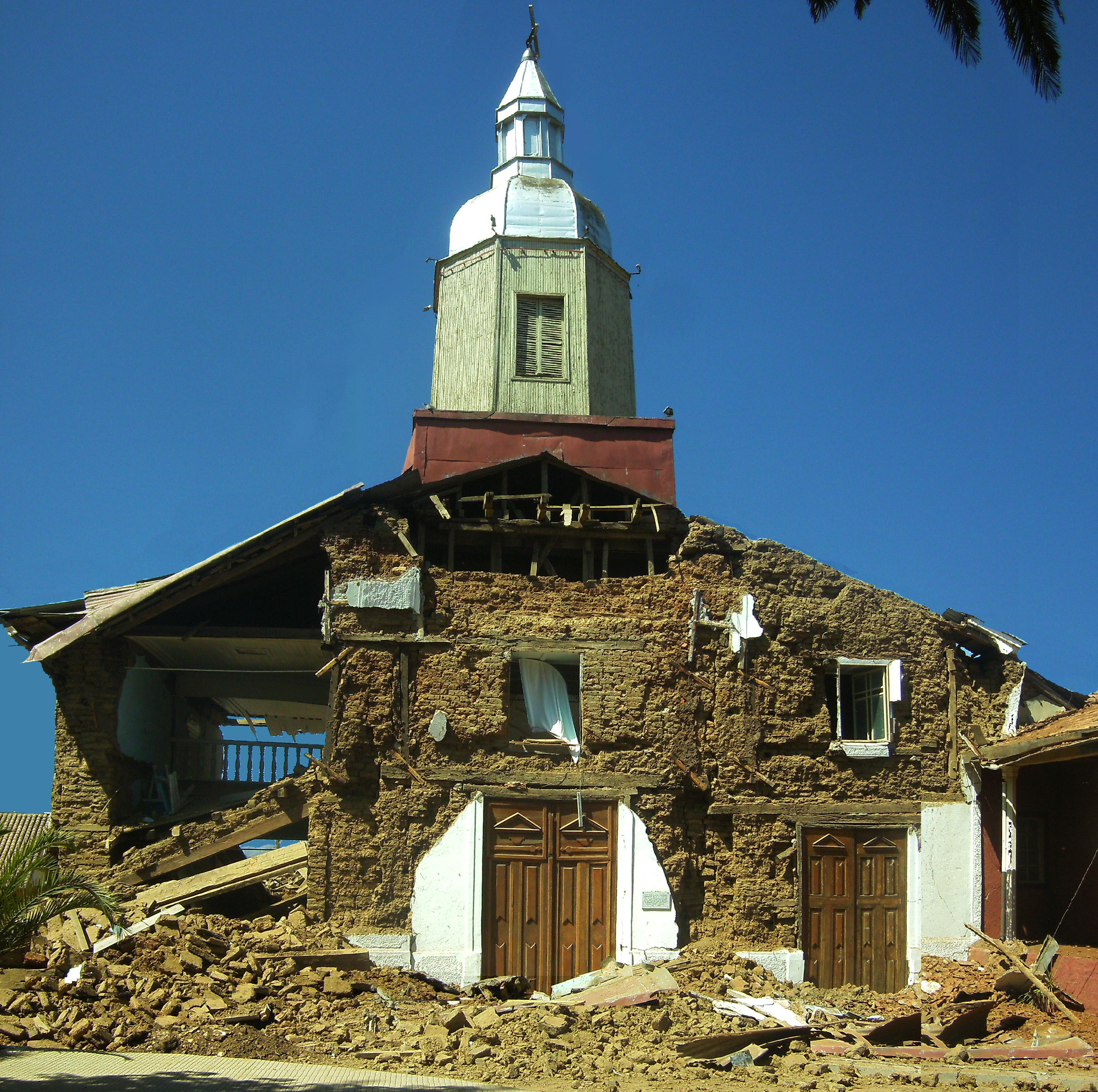
Iglesia Nuestra Señora del Rosario de Curepto, después del terremoto del 27 de febrero de 2010.

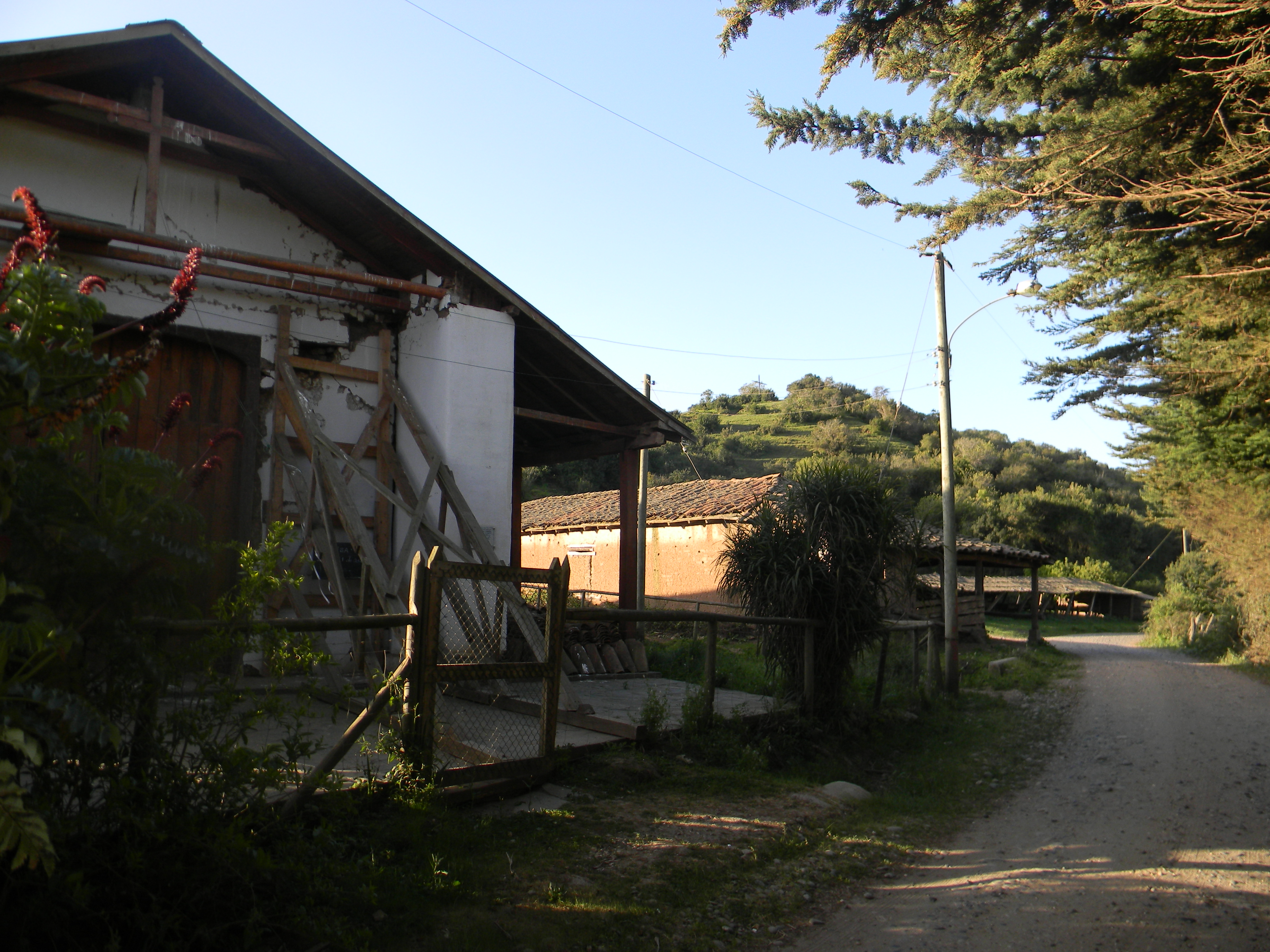
Iglesia de Huenchullamí dañada tras el terremoto de 2010.

Por Decreto N.º 803 del 21 de diciembre de 1990 del Ministerio de Educación, se declaró Zona Típica en la categoría de Monumento Nacional al sector constituido por la Iglesia Nuestra Señora del Rosario, la casa Parroquial y la Plaza de Armas con su entorno de casas coloniales bien conservadas.
La iglesia es un inmueble de adobe edificada en 1835. El trabajo de construcción fue realizado por toda la comunidad cureptana durante 10 años. En ella reside la imagen de la Virgen del Rosario, confeccionada en madera y traída de Llongocura en el año 1755.
El valioso patrimonio arquitectónico cureptano está hoy en peligro, por la destrucción provocada por el terremoto de 2010.
Otra construcción ubicada en la comuna, la Parroquia Sagrado Corazón de Jesús de Gualleco, por Decreto Exento n.º 2657 de la División Jurídica del Ministerio de Educación fue declarado Monumento Nacional el 8 de agosto de 2008. Este inmueble sufrió daños moderados luego del terremoto de 2010, siendo restaurado completamente, tanto el templo como la casa parroquial.
Una de las construcciones más antiguas en el sector, es la iglesia de Huenchullamí, ubicada en la ribera norte del río del mismo nombre, cercana a la playa La Trinchera, a 32 km del pueblo de Curepto. El edificio en sí data de 1585 y está emplazado sobre un antiguo conchal indígena, y a su alrededor existen numerosas tumbas indígenas y españolas, algunas previas a la construcción de la iglesia, la cual está construida de barro y cal, y es una de las iglesias más antiguas de Chile y fue declarada monumento histórico nacional por el Decreto N.º 814 del 30 de noviembre de 1992.

### Hitos arqueológicos

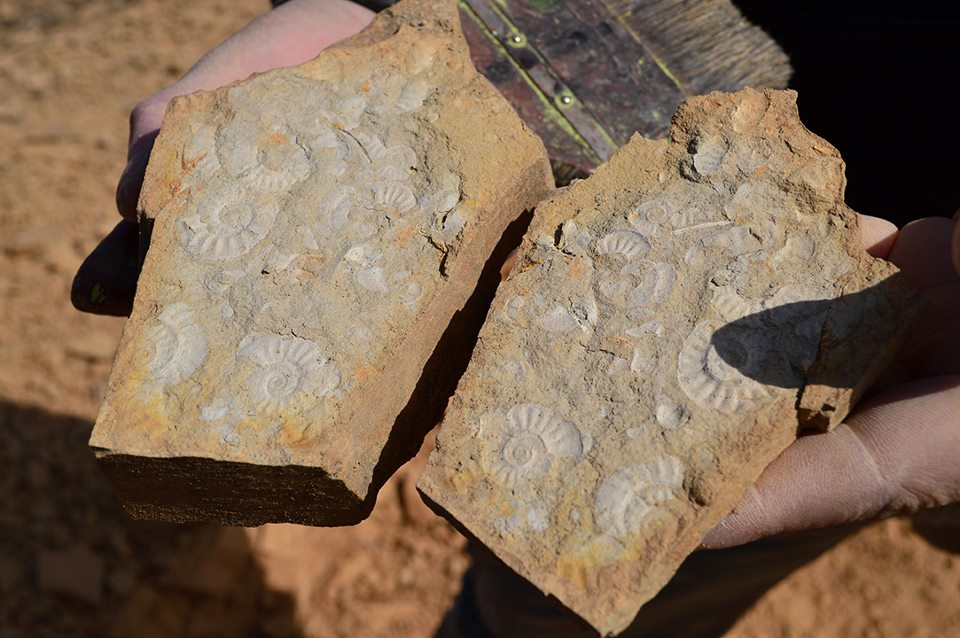
Muestra de fósiles encontrada en los cerros de la Comuna de Curepto

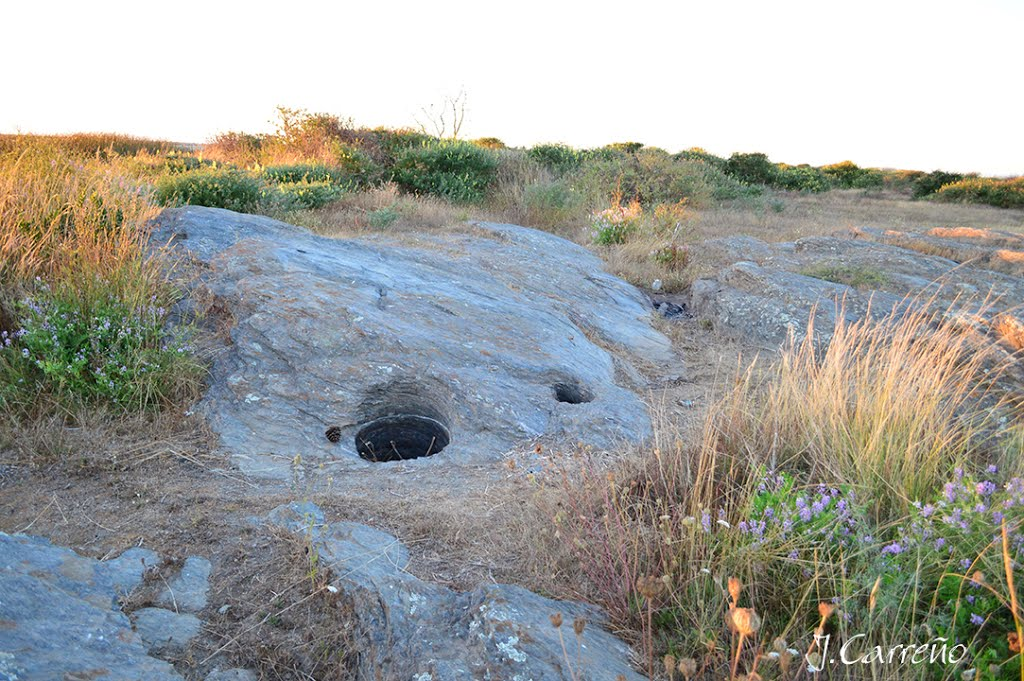
Piedra del Indio en Playa La Trinchera, vestigios prehispánicos

En la ribera del río Huenchullamí, límite sur de la comuna, existe una gran cantidad de vestigios de los pueblos originarios de la zona, tales como conchales y también cementerios, que tienen su origen en un antiguo emplazamiento indígena, que comprueban la ocupación estable del lugar por más de 2700 años. Este tipo de lugares también existen en otros puntos de la comuna, pero son menos conocidos debido a que son muy reducidos.
Por todo el territorio de la comuna se pueden encontrar vestigios de un antiguo mar que cubría prácticamente todo Chile, existe un registro fósil en rocas sedimentarias que datan desde la época al final de la era mesozoica y final del período Cretácico, donde comienza la orogénesis de la cordillera de los Andes, y por ende el levantamiento de la tierra hacia fuera del mar; en estos sedimentos se pueden encontrar gran cantidad de amonites de distintas épocas, spondylus, y belemnites, entre otras especies.
También existen grandes plutones de distintos granitos de origen volcánico entre los cerros y valles que en su mayoría son sedimentos fluviales y marinos, estos plutones tienen una edad media de 320 ma, se formaron en las profundas entrañas de la tierra donde globos de magma ascendían y se solidificaban lentamente y las fuerzas de la subducción los empujaron hacia la superficie, encontrándose los más grandes e importantes en las localidades de Llongocura y Rapilermo.

## Medios de comunicación

### Medios de radiodifusión
La comuna de Curepto cuenta en la actualidad con 3 radioemisoras en funcionamiento, dos de carácter comercial y una comunitaria.
FM
- 106.7 Poesía FM, el año 2007 comenzó la segunda etapa de esta radioemisora, administrada por el Cuerpo de Bomberos de la ciudad, llamada Poesía en homenaje a una larga lista de poetas nacidos en la comuna. Comenzó sus transmisiones el año 1997 como radio comunitaria de mínima cobertura. Nace en febrero de 2019 Radio Poesía Online, lo que significa llevar en vivo y en directo, la programación de la emisora más antigua de la comuna a todo el mundo,  desde www.radiopoesia.cl. En octubre de 2023, Radio Poesía cuenta con su propia aplicación Android, dando un gran salto tecnológico de difusión a nivel Nacional e Internacional. Disponible en PlayStore y AppGallery como Radio Poesía. [27]

En 2024 llega Poesia tv, el sonido y la compañía de la radio cureptana ahora en imágenes acompañando a toda la gente feliz en tv.radiopoesia.cl 
- 107.5 Rosario FM, desde el 13 de septiembre de 2016, comenzó sus transmisiones una radio comunitaria perteneciente a la parroquia Nuestra Señora del Rosario.
- 100.9 RTL FM de Curicó.

En el sector oriental de la comuna (Huaquén, Tonlemo,) se escuchan algunas emisoras de la ciudad de Curicó. Así como en Gualleco, se pueden captar algunas emisoras de la ciudad de Talca.

### Prensa escrita
Durante la historia de Curepto ha existido una serie de medios escritos, que hoy se encuentran desaparecidos en su totalidad, entre ellos se destacaron El Cureptano, El Guallecano (de Gualleco), La Voz Del Mataquito, El Esfuerzo, El Colonial, entre otros.
Actualmente existen en línea dos medios de comunicación comunal de prensa escrita, los cuales a diferencia de sus antecesores son de carácter digital. El primero es curepto.cl medio de carácter público vigente desde el año 2010, de propiedad municipal. El segundo desde el año 2012, es el periódico digital Curepto Online, un medio de prensa de administración y responsabilidad privada, el cual comenta el quehacer comunal de manera global desde su portal www.curepto.com.

### Medios de telecomunicación

#### Canales de televisión
TDT
- Canal 4.1 - Chilevisión HD
- Canal 4.2 - UChile TV
- Canal 11.1 - Canal 13 HD
- Canal 11.2 - T13 En Vivo
- Canal 13.1 - TVN HD
- Canal 13.2 - NTV

Televisión por cable
- Canal 2 y 22.1 HD - TV Más Curepto (canal por cable)
- Canal 6 y 14.4 HD - POESÍATV (canal por cable y online)

## Deportes

### Fútbol
La comuna cuenta con una asociación de fútbol (Asociación de Fútbol de Curepto) conformada, desde 2020, por tres clubes (Deportivo Curepto, Liceo de Curepto y Unión Llico de Vichuquén).